# Eschbronn
Eschbronn es un municipio alemán perteneciente al distrito de Rottweil, en el estado federado de Baden-Wurtemberg.

## Historia
El 1 de diciembre de 1972 las aldeas antes independientes Locherhof y Mariazell se fusionaron a formar el nuevo municipio de Eschbronn.

## Geografía
Está ubicado a una altitud de 700 m s. n. m. en la Selva Negra Central, aproximadamente 15 km al oeste de Rottweil.